# Geostorm
Geostorm ist ein US-amerikanischer Katastrophenfilm von Dean Devlin aus dem Jahr 2017 mit Gerard Butler in der Hauptrolle. Der Film lief in Deutschland am 19. Oktober 2017 in den Kinos an, in Österreich und den Vereinigten Staaten startete er einen Tag später am 20. Oktober 2017.

## Handlung
Als im Jahr 2019 die Naturkatastrophen zunehmen, beschließt die internationale Gemeinschaft unter der Führung der Vereinigten Staaten und der Volksrepublik China den Bau eines weltumspannenden Netzes aus Wetterkontroll-Satelliten, das den Spitznamen „Dutch Boy“ erhält. Jacob „Jake“ Lawson ist der leitende Konstrukteur von „Dutch Boy“, wird aber seines Postens enthoben, nachdem er das Satellitennetzwerk eigenmächtig in Betrieb genommen hat, um tausende Menschen vor Stürmen zu beschützen. Die Nachfolge übernimmt sein Bruder Max, der für den US-Außenminister Leonard Dekkom arbeitet. Dieser bestätigt die Entlassung seines Bruders.
Drei Jahre später soll „Dutch Boy“ von den USA an die Kontrolle der internationalen Gemeinschaft übergeben werden. Nachdem die Bewohner eines Dorfes in Afghanistan durch einen scheinbar defekten Wetterkontroll-Satelliten erfroren sind, wird Max von US-Präsident Andrew Palma beauftragt, diese Vorkommnisse untersuchen zu lassen. Außenminister Dekkom schlägt dafür Jake vor. Nach seiner Absetzung ist Jakes Ehe in die Brüche gegangen, er hat sich in eine abgelegene Gegend in Florida zurückgezogen, wo ihn seine Tochter zwei Mal im Monat besucht. Jake will nichts mehr von „Dutch Boy“ wissen. Max kann Jake jedoch überzeugen, seiner alten Crew an Bord der Raumstation „International Climate Space Station“ (ICSS), von der aus die Wettersatelliten gesteuert werden, zu helfen.
Derweil findet Cheng Long, ein Mitarbeiter von Max in Hongkong, Hinweise darauf, was es mit dem Vorfall in Afghanistan auf sich hat. Cheng kontaktiert Max und erklärt ihm, dass er bei Gasleitungsexplosionen, die möglicherweise durch einen weiteren Satelliten ausgelöst wurden, in Hongkong beinahe ums Leben gekommen wäre und keinerlei Zugriff auf die Protokolle der Satelliten mehr habe. Ebenso warnt Cheng Max davor, dass es bei weiteren Systemfehlern zu von „Dutch Boy“ ausgelösten Wetterkatastrophen und in der Folge zu einer Kettenreaktion kommen könnte, die in einem Geostorm enden würden.
Auf der ICSS wird der Satellit, der für die Ereignisse in Hongkong verantwortlich gemacht wird, zur Untersuchung an Bord navigiert. Der Techniker Mahmoud lädt Daten vom defekten Satelliten auf einen Datenträger. Wenig später stirbt er bei einem Unfall, als in einem Verbindungsgang gleichzeitig mehrere Panels der Außenwand abgesprengt werden.
Jake ist inzwischen mithilfe eines Spaceshuttles auf der ICSS angekommen. Zusammen mit Ute Fassbinder, der Kommandantin der Raumstation, und ihrem Team, versucht er, Kontakt zu den fehlerhaften Hongkong-Satelliten zu bekommen. Max hat von der Erde aus ebenfalls keinen Zugriff mehr auf die Satelliten. Er setzt sich mit seinem Bruder auf der ICSS in Verbindung und weist ihn an, von dort aus den Vorfall zu untersuchen. Es besteht der Verdacht, dass fremde Mächte sowohl hinter den Fehlfunktionen der Satelliten als auch hinter der Sperre der Zugangsberechtigungen zu den Wettersatelliten stehen könnten.
Der defekte Hongkong-Satellit wird durch eine Fehlfunktion des Verladekrans zerstört, alle gespeicherten Daten gehen verloren. Die Crew entdeckt, dass sich eines der Panels vom Unfall des Technikers außen an der Raumstation verfangen hat. Den enthaltenen Datenträger können Jake und Ute in einem Außenbordeinsatz bergen. Jakes Raketenrucksack hat jedoch einen Defekt, und er kann nur mit Mühe gerettet werden. Jake zeigt Ute, dass er es dennoch geschafft hat, den Datenträger in Sicherheit zu bringen. Vor allen anderen verheimlicht er dies, da er in der Crew einen Verräter vermutet.
Cheng, der brisante Informationen sammeln konnte, beschließt, nach Washington zu fliegen, um Max aufzusuchen. Kurz vor dem geplanten Treffen wird Cheng vor den Augen von Max und dessen Freundin Sarah, die für den Secret Service arbeitet, vor ein Auto gestoßen und überfahren. Als Max ihm zu Hilfe eilt, nennt ihm Cheng vor seinem Tod das Wort „Zeus“.
Max erhält eine Botschaft von Jake, in der aber nur von Kindheitserinnerungen beim gemeinsamen Angeln die Rede ist. Diese gemeinsamen Erlebnisse haben jedoch in Wirklichkeit nie stattgefunden. Max bespricht das mit seiner Mitarbeiterin Dana, einer Technikexpertin, die ihm hilft, die Botschaft zu entschlüsseln. In dieser warnt Jake seinen Bruder, dass die Saboteure in den höchsten Kreisen der amerikanischen Regierung zu finden sein könnten. Gemeinsam beschließen Max und Dana, sich Daten über „Zeus“ aus dem Weißen Haus zu beschaffen. Max‘ Freundin Sarah soll ihnen dabei helfen.
Jake und Ute haben an Bord der ICSS herausgefunden, dass der Techniker vorsätzlich getötet wurde. Das Verhalten der Satelliten ist auf keine Fehlfunktion zurückzuführen, sondern es ist ein Angriff auf die Städte der Erde und soll letztendlich den Geostorm auslösen. Schließlich finden sie im Spind des in der Luftschleuse getöteten Technikers ein Backup der Daten, zu denen sie keinen Zugang mehr haben. Dadurch finden sie heraus, dass ein Computervirus „Dutch Boy“ befallen hat.
Max informiert Jake über das Projekt „Zeus“, das „Dutch Boy“ zu einer Waffe macht. Jake erklärt ihm, dass das gefundene Virus nur durch einen Neustart des Satellitencomputers gelöscht werden kann. Der Neustart des Systems erfordert allerdings die Freigabe durch einen „Kill Code“ des Präsidenten. Da Jake und Max selbst dem Präsidenten nicht trauen können, überredet Max seine Freundin Sarah, ihnen mit Hilfe ihrer Vollmachten im Rahmen des Secret Service bei der Beschaffung des Codes behilflich zu sein.
Auf dem Parteitag der Demokratischen Partei in Orlando, bei dem auch Präsident Palma eine Rede hält, findet Max heraus, dass die Stadt das nächste Ziel einer Reihe von Superstürmen ist, die bereits zuvor Tokio und Rio de Janeiro verwüstet haben. Max klärt Außenminister Dekkom über die Bedrohung auf und bittet ihn um Hilfe, den „Kill Code“ zu beschaffen. Dekkom erklärt Max, dass der Präsident selbst der Code sei, weil allein die biometrischen Daten seiner Iris und seiner Fingerabdrücke das System abschalten können.
Im Anschluss versucht Dekkom, Max zu erschießen, und es wird klar, dass Dekkom hinter den Vorkommnissen steckt. Max entkommt und informiert Sarah, die daraufhin ihre Position im Secret Service nutzt, um zusammen mit Max Präsident Palma zu entführen. Dieser wird dadurch aus dem Zentrum der Katastrophe in Orlando weggebracht. Auf ihrer Flucht vor Dekkoms Handlangern, die alle seine Widersacher töten sollen, erklärt Max dem Präsidenten, was vor sich geht. Schließlich können die Verfolger ausgeschaltet werden. Aber Dekkom stellt dem Präsidenten eine Falle. Sarah hat jedoch dessen Plan vorausgeahnt und seinen Standort getrackt. Schließlich kann sie Dekkom festnehmen. Bevor er der Polizei übergeben wird, offenbart er, dass er mit Hilfe von „Dutch Boy“ die Weltherrschaft an sich reißen wollte.
Auf der Raumstation leitet das Virus ein Selbstzerstörungsprogramm der Station ein. Jake findet den verantwortlichen Softwareentwickler Duncan, der dafür bezahlt wurde, das Virus in die Station einzuschleusen. Duncan versucht, Jake zu erschießen, trifft jedoch ein Fenster und wird in den Weltraum gesogen, während Jake den Raum rechtzeitig verlassen und verschließen kann. Die Raumstation wird schließlich evakuiert, nur Jake bleibt zurück, um das System neu zu starten. Max und Sarah bringen Präsident Palma in das Kennedy Space Center, wo er den „Kill Code“ freigibt, um den Shutdown des Systems einleiten zu können. Dieser Shutdown und anschließender Neustart können jedoch die eingeleitete Selbstzerstörung der Raumstation nicht verhindern, und überall brechen Feuer aus.
Jake sucht den Computerraum auf um den Neustart zu initiieren. Als er den Zugangscode an einer falschen Tür eingibt, kommt ihm Ute, die auch auf der Station zurückgeblieben ist, zu Hilfe. Zusammen starten sie das System neu und können die Satellitenkontrolle an die NASA übergeben, um so den Geostorm zu verhindern. Kurz bevor die Station endgültig zerstört wird, können sich beide in einen Ersatzsatelliten retten und von der Raumstation entfernen. Hernandez, der mexikanische Robotikexperte der ehemaligen Station dockt mit einem Shuttle an den Satelliten an und bringt Jake und Ute sicher zur Erde.
Nach der Beinahe-Katastrophe gehen Jake und Max gemeinsam mit Jakes Tochter zum Angeln, einer Freizeitgestaltung, der sie früher nie nachgegangen waren. Doch die Idylle dauert nicht lange an.
Sechs Monate später arbeitet Jake an einer neuen, verbesserten Raumstation, die unter der Führung einer internationalen Gemeinschaft in Betrieb genommen wird und der gesamten Menschheit dienen soll.

## Produktion
Bei Geostorm handelt es sich um das Kinodebüt des Regisseurs Dean Devlin. Dieser hatte sich zuvor als Produzent und Drehbuchautor bereits einen Namen gemacht. So war er bereits an Filmen wie Stargate (1994), Independence Day (1996) oder Godzilla (1998) maßgeblich beteiligt.
Die Dreharbeiten zum Film fanden ab Oktober 2014 in New Orleans, Louisiana statt. Einige Szenen wurden dort vor Ort an der Michoud Assembly Facility, einer Montageeinrichtung der NASA, gedreht. Nach der Filmzeitschrift The Hollywood Reporter ergaben Testscreenings des Films im Dezember 2015, dass der Film noch nicht kinoreif war. So wurde das Budget um 15 Millionen US-Dollar erhöht und Nachdrehs durchgeführt. Zur Unterstützung wurden dabei der Produzent Jerry Bruckheimer und die Drehbuchautorin Laeta Kalogridis mit ins Team geholt. Da der Regisseur Devlin bei den Nachdrehs nicht mehr verfügbar war, fungierte kurzfristig der Brite Danny Cannon als Ersatz. Durch die Nachdrehs sollen komplett neue Figuren zum Film hinzugefügt worden sein; andere wurden entfernt oder neu besetzt. So war ursprünglich die Kanadierin Katheryn Winnick für den Film gecastet worden, die nun jedoch durch eine andere Schauspielerin ersetzt wurde.
Einige Tage vor dem Kinostart von Geostorm im Oktober 2017 veröffentlichte das Produktionsstudio The Asylum den als Mockbuster gedrehten Katastrophenfilm Geo-Disaster – Du kannst nicht entfliehen!

## Synchronisation
| Rollenname              | Darsteller             | Deutsche Synchronstimme |
| ----------------------- | ---------------------- | ----------------------- |
| Jake Lawson             | Gerard Butler          | Tobias Kluckert         |
| Max Lawson              | Jim Sturgess           | Till Endemann           |
| Sarah Wilson            | Abbie Cornish          | Luise Helm              |
| Präsident Andrew Palmer | Andy Garcia            | Stephan Schwartz        |
| Leonard Dekkom          | Ed Harris              | Wolfgang Condrus        |
| Ute Fassbinder          | Alexandra Maria Lara   | Alexandra Maria Lara    |
| Dana                    | Zazie Beetz            | Alice Bauer             |
| Hannah Lawson           | Talitha Eliana Bateman | Lilith Wennmachers      |
| Al Hernandez            | Eugenio Derbez         | Matthias Deutelmoser    |
| Britische Technikerin   | Catherine Ashton       | Marie Hacke             |
| Cheng Long              | Daniel Wu              | Florian Clyde           |
| Dr. Cassandra Jennings  | Mare Winningham        | Traudel Sperber         |
| Duncan Taylor           | Robert Sheehan         | Ozan Ünal               |
| Eni Adisa               | Adepero Oduye          | Naemi Simon             |
| General Montgraff       | Gregory Alan Williams  | Sven Brieger            |
| Hannahs Mutter          | Julia Denton           | Jenny Bins              |
| Lammy                   | Corey Mendell Parker   | Jörg Malchow            |
| Makmoud                 | Richard Regan Paul     | Imtiaz Haque            |
| Mickey                  | Danielle Garcia        | Antje Thiele            |
| Mike                    | Ritchie Montgomery     | Hans Hohlbein           |
| Ray Dussette            | Amr Waked              | Patrice Luc Doumeyrou   |
| Rico                    | David S. Lee           | Peter Sura              |
| Senator Cross           | Richard Schiff         | Till Hagen              |
| Vize-Präsident Miller   | Randall Newsome        | Andreas Klein           |
| Wachmann                | Carlos Antonio         | Milton Welsh            |

## Rezeption
Geostorm erhielt durchgängig sehr schlechte Kritiken. Bei Rotten Tomatoes sind lediglich 18 % der 97 ausgewerteten Kritiken positiv, während der Film bei Metacritic einen Metascore von 21 Prozent bei 22 Rezensionen erhielt.
Filmstarts lobt zwar, dass Geostorm ein „optisch ansprechende[r] Katastrophen-Thriller“ sei, bei dem aber „Spannung […] trotz höchster Dramatik“ nicht aufkomme und „[d]ie im Laufe des Films immer hanebüchener und kruder werdenden Subplots […] in einem kuriosen Countdown“ endeten. Für Antje Wessels von Quotenmeter.de ist „dieser technisch ambivalente Katastrophenthriller reine Zeit- und Geldverschwendung“ und sie kritisiert die beiden Drehbuchautoren, welche „die Geschichte als todernstes Thrillerdrama“ inszenierten und sich der „Absurdität ihrer Prämisse nicht bewusst“ zu sein schienen.
Auch finanziell lag Geostorm bei einem geschätzten Produktionsbudget von 120 Millionen US-Dollar hinter den Erwartungen zurück. So konnte der Film am Eröffnungswochenende in den Vereinigten Staaten nur 13,7 Millionen US-Dollar einspielen und steigerte die Einnahmen vier Wochen nach der Veröffentlichung lediglich auf 33 Millionen. Obwohl Geostorm vor allem in China ein finanzieller Erfolg war, lag das weltweite Einspielergebnis Anfang Januar 2018 bei etwa 221 Mio. US-Dollar. Nach Branchenangaben wären jedoch 300 bis 350 Mio. US-Dollar nötig, um die Gewinnschwelle zu überschreiten.